# Barbari (film)
Barbari (Варвары, Varvary) è un film del 1953 diretto da Leonid Davidovič Lukov e Konstantin Zubov, tratto dall'omonimo dramma di Maksim Gor'kij.